# Wołów (Święty Krzyż)
Wołów is een plaats in het Poolse district  Skarżyski, woiwodschap Święty Krzyż. De plaats maakt deel uit van de gemeente Bliżyn en telt 310 inwoners.

## Verkeer en vervoer
- Station Brzask